# ويليام أبوت (لاعب كريكت)
ويليام أبوت (28 أكتوبر 1856 في المملكة المتحدة - 22 ديسمبر 1935 في المملكة المتحدة) (بالإنجليزية: William Abbott)‏ هو لاعب كريكت بريطاني وبريطاني (وحمل سابقاً جنسية المملكة المتحدة لبريطانيا العظمى وأيرلندا). لعب مع نادي مقاطعة سري للكريكت ‏.

## وصلات خارجية
- ويليام أبوت على موقع إي آس بي آن كريك إنفو (الإنجليزية)